# Salix scouleriana
Salix scouleriana — вид квіткових рослин із родини вербових (Salicaceae).

## Морфологічна характеристика
Це дерево чи кущ 1–10(20) метрів заввишки. Гілки сіро-бурі, жовто-бурі чи червоно-бурі, не сизі, голі чи запушені; гілочки жовто-зелені чи жовто-бурі, від рідкісних до густих ворсинок, волокнисті чи оксамитові. Листки на ніжках 2–13 мм; найбільша листкова пластина зазвичай зворотно-ланцетна, іноді вузько-еліптична, еліптична чи зворотно-яйцеподібна, 29–100 × 9–37 мм; краї сильно чи злегка закручені чи плоскі, цілі, віддалено зазубрені, городчасті чи вигнуті; верхівка загострена, опукла чи округла; абаксіальна (низ) поверхня сірувата, від рідко до густо, коротко- чи довгої, шовковиста чи шерстиста, волоски (білі, іноді також залозисті), хвилясті чи прямі; адаксіальна поверхня злегка блискуча, волосиста чи помірно густо коротко-шовковиста; молода пластинка червонувата чи жовтувато-зелена, від рідко до щільно ворсинчаста, коротко чи довго шовковиста абаксіально, волоски білі, іноді також залозисті. Сережки квітнуть до появи листя: тичинкові 18–40.5 × 8–22 мм, маточкові 18–60 (90 у плодах) × 10–22 мм. Коробочка 4.5–11 мм. 2n = 76. Цвітіння: кінець лютого — середина червня.

## Середовище проживання
Канада (Північно-Західні території, Манітоба, Британська Колумбія, Альберта, Саскачеван, Юкон); Мексика (Чіуауа, Сонора); США (Вайомінг, Вашингтон, Юта, Південна Дакота, Орегон, Аляска, Аризона, Каліфорнія, Колорадо, Айдахо, Монтана, Невада, Нью-Мексико). Населяє сухі хвойні ліси, зрілі ліси на околицях струмків і озер, лісові болота, луки, субальпійські схили, джерела, соснові пустелі, отвори в старих гарах, арройо та порушені ділянки, піщані, мулисто-глинисті або гравійні, магматичні субстрати; 0–3500 метрів.

## Використання
Рослина збирається з дикої природи для місцевого використання як ліки та джерело матеріалів. Його використовують у стабілізації ґрунту та проектах відновлення дикої природи, а також вирощують як декоративну рослину, особливо на заході Північної Америки.